# پلی‌سیتمی ورا
"پلی سیتمی ورا" نوعی بیماری خونی میلوپرولیفراتیو است که در آن مغز استخوان بیش از حد موردنیاز گلبول قرمز می‌سازد. در این بیماری ممکن است تولید پلاکت و گلبول سفید نیز افزایش یافته باشد. بیماری اغلب بدون علامت است.
پلی سیتمی ورا نوعی پُرخونی است که در آن، بیش از یک سوم افراد از خارش رنج می‌برند. خارش این افراد بیشتر با تغییر حرارت و به خصوص دقایقی بعد از استحمام است. علتش هم احتمالاً آزاد شدن هیستامین یا پروستاگلاندینها است. و کمی آسپیرین موجب تخفیف فوری خارش در آن‌ها می‌شود.

## همچنین رجوع شودبه
- Hematopoietic ulcer